# Yoshihito Yamaji
Yoshihito Yamaji (山路 嘉人 Yamaji Yoshihito?,  nacido el 13 de enero de 1971 en Miyagi) es un exfutbolista japonés. Jugaba de defensa y su último club fue el Vegalta Sendai de Japón.

## Trayectoria

### Clubes
| Club           | País  | Año         |
| -------------- | ----- | ----------- |
| Toshiba        | Japón | 1993 - 1995 |
| Vegalta Sendai | Japón | 1996 - 2000 |